# Fårtjärnarna (Lycksele socken, Lappland, 721060-161349)
Fårtjärnarna är en sjö i Lycksele kommun i Lappland och ingår i Umeälvens huvudavrinningsområde. Sjön har en area på 0,0487 kvadratkilometer och ligger 326,2 meter över havet.

## Delavrinningsområde
Fårtjärnarna ingår i det delavrinningsområde (721196-161290) som SMHI kallar för Inloppet i Inre Gurkasjön. Medelhöjden är 344 meter över havet och ytan är 16,35 kvadratkilometer. Det finns inga avrinningsområden uppströms utan avrinningsområdet är högsta punkten. Mösupbäcken som avvattnar avrinningsområdet har biflödesordning 4, vilket innebär att vattnet flödar genom totalt 4 vattendrag innan det når havet efter 221 kilometer. Avrinningsområdet består mestadels av skog (83 procent). Avrinningsområdet har 0,62 kvadratkilometer vattenytor vilket ger det en sjöprocent på 3,8 procent.